# Rudolf Willem Jacob van Pabst (1826-1912)
Mr. Rudolf Willem Jacob baron van Pabst ('s-Gravenhage, 30 april 1826 - aldaar, 8 juni 1912) was een Nederlands ambtenaar en hofdienaar.

## Biografie
Van Pabst was een lid van de familie Van Pabst en een zoon van staatsraad jhr. Rudolf Willem Jacob van Pabst (1775-1841) en Jeannette Antoinette Henriette van Diest (1784-1876). Hij bleef ongehuwd.
Van Pabst werd geboren als jonkheer en werd commies van Staat. Vervolgens werd hij in 1862 dienstdoend kamerheer, vervolgens van 1886 tot 1901 kamerheer i.b.d. en van 1901 tot 1910 1e kamerheer, vanaf 1910 grootmeester honorair van het koningshuis. Nadat in 1905 de Huisorde van Oranje bij Koninklijk Besluit werd ingesteld, werd Van Pabst de allereerste grootofficier in die huisorde, en als zodanig benoemd op zijn 79e verjaardag, namelijk op 30 april 1905. In 1906 werd hem voorts nog, als enige van zijn geslacht, een adellijke titel toegekend, namelijk de persoonlijke titel van baron. Hij maakte nog mee dat in 1909 prinses Juliana op zijn eigen verjaardag werd geboren.
Van Pabst was ook commandeur in de Orde van de Eikenkroon.